# Vladimir Štimac
Vladimir Štimac (en serbe : Владимир Штимац), né le 25 août 1987, à Belgrade, en Serbie, est un joueur serbe de basket-ball. Il évolue au poste de pivot.

## Biographie
Štimac est formé aux clubs belgradois de Postar et Beovuk 72 (où sont passés Dejan Milojević et Kosta Perović). Il est meilleur joueur, meilleur marqueur et meilleur rebondeur du championnat des 16 ans et moins de Serbie,.
À l'été 2005, il est sélectionné dans l'équipe de Serbie-et-Monténégro avec d'autres joueurs dont Dragan Labović, meilleur joueur du tournoi, Miloš Teodosić, Milenko Tepić, Miroslav Raduljica et Ivan Paunić. L'équipe remporte le Champion d'Europe des 18 ans et moins.
Il rejoint le Žalgiris Kaunas, en Lituanie, pour commencer sa carrière professionnelle. Štimac joue peu car des joueurs expérimentés jouent déjà au poste de pivot : Tanoka Beard et Hanno Möttölä, il joue donc principalement avec l'équipe de jeunes du club,.
Prêté au club letton de Valmiera pour la fin de la saison 2007, Štimac réalise une très bonne saison et est nommé dans la deuxième meilleure équipe de la Ligue baltique ainsi que meilleur « joueur Bosman » de Lettonie. Lors de la saison 2007-2008, il est de nouveau meilleur « joueur Bosman » de la Ligue baltique, meilleur marqueur et rebondeur de Valmiera.
Il revient à Belgrade en 2008 pour jouer avec l'Étoile rouge
En août 2014, Štimac signe un contrat d'un an avec le Bayern Munich, club de première division allemande.
Lors de la saison 2016-2017, Štimac joue en Turquie avec le Beşiktaş. Il termine meilleur rebondeur du championnat avec 9,6 prises par rencontre.
En août 2017, Štimac rejoint l'Anadolu Efes Spor Kulübü avec lequel il signe un contrat d'un an.
En juillet 2018, Štimac signe un contrat d'un an avec Türk Telekom.
En septembre 2019, Štimac s'engage pour trois mois avec le Fenerbahçe, un autre club d'Istambul. Il pallie les absences sur blessure des pivots Jan Veselý et Joffrey Lauvergne. À la fin de son contrat, Štimac retourne à l'Étoile rouge de Belgrade.
En août 2020, Štimac s'engage pour une saison avec l'AS Monaco,. Cependant, en septembre 2020, il quitte l'AS Monaco pour les Qingdao Eagles, un club du championnat chinois.

## Palmarès
Avec la sélection de la Serbie, il remporte :
- Médaille d'argent au Championnat d'Europe 2017.
- Médaille d'argent aux Jeux olympiques de 2016.
- Médaille d'argent à la coupe du monde 2014 en Espagne.

Il compte également d'autres médailles internationales avec les catégories de jeunes :
- Champion d'Europe des 18 ans et moins 2005
- Champion d'Europe des 20 ans et moins 2007
- Vainqueur des Universiade d'été de 2009 et 2011